# بريندا سايكس
بريندا سايكس (بالإنجليزية: Brenda Sykes)‏ هي ممثلة أمريكية، ولدت في 25 يونيو 1949 في الولايات المتحدة.

## أعمال

### أفلام
- ماندينغو

## وصلات خارجية
- بريندا سايكس على موقع IMDb (الإنجليزية)
- بريندا سايكس على موقع أول موفي (الإنجليزية)
- بريندا سايكس على موقع قاعدة بيانات الفيلم (الإنجليزية)
- بريندا سايكس على موقع كينوبويسك (الروسية)